# Jean Lesourd
Jean-Marie Lesourd (19 mai 1901, Tours - 8 mai 1990, Tourrettes), est un prélat catholique français, évêque de Nouna au Burkina Faso.

## Biographie
Ordonné prêtre le 28 juin 1927 pour les Missionnaires d'Afrique (Pères blancs), il est préfet apostolique de Nouna du 17 octobre 1947 au 18 octobre 1951, puis vicaire apostolique du 18 octobre 1951 au 14 septembre 1955 et enfin évêque de Nouna du 14 septembre 1955 au 5 juillet 1973. 

## Sources
- Pierre Diarra, Cent ans de catholicisme au Mali. Approche anthropologique et théologique d'une rencontre (1888-1988), 2009
- Alfred Baudrillart, Dictionnaire d'histoire et de géographie ecclésiastiques, Volume 18, 1977
- Ressource relative à la religion :   - Catholic Hierarchy